# New York, New York

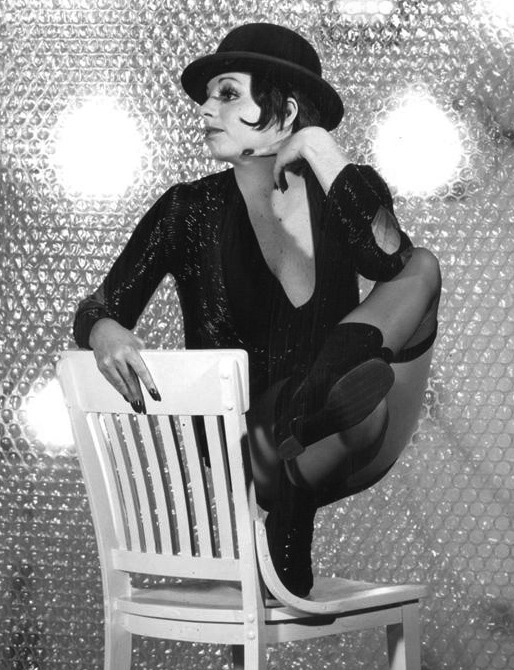
Liza Minnelli.

New York, New York es una canción compuesta por Leonard Bernstein en 1944 para el musical "On the Town", musical que se adaptó posteriormente al cine en 1949. En 1977 fue arreglada por John Kander y Fred Ebb para la película homónima de Martin Scorsese, donde fue interpretada por Liza Minnelli. Este filme no obtuvo el éxito de taquilla esperado; sin embargo, la versión de la canción de Liza Minnelli sería la más popular de esta canción después de la de  Frank Sinatra. Su letra, de tono entusiasta, expresa los deseos de triunfar «en la ciudad que nunca duerme».
La canción fue incluida en la popular lista de las 100 canciones más representativas del cine estadounidense en el puesto número 41 —lista que realizó la American Film Institute en 2004, y en la lista de canciones inapropiadas según  "Clear Channel" Communications tras los atentados del 11 de septiembre de 2001.

## Letra
La letra dice, entre otras cosas: 
«Empiecen a extender la noticia: me voy a ir hoy (a Nueva York), quiero ser parte de ella. Mis zapatos de vagabundo están deseando cruzar su corazón. Quiero despertar en la ciudad que nunca duerme y ser el rey de la colina, en la cima del éxito. Mis tristezas de pueblo pequeño se esfuman...Si puedo conseguirlo allí, lo puedo conseguir en cualquier parte».

## Versiones
- Frank Sinatra populariza la canción incluida en su álbum "Trilogy: Past Present Future" lanzado en 1980.
- Paloma San Basilio versionó esta canción y la presentó en un concierto junto a Plácido Domingo en Estados Unidos.
- Tony Vernon incluyó la canción en su álbum "I Remember Sinatra", del año 2000.
- Lady Gaga también quiso ser parte y en un homenaje a Sinatra, ella se atrevió a ser la protagonista en 2015, también la hizo parte de su residencia en Jazz & Piano en Las Vegas, versionándola en su propio estilo.
- José José grabó la canción en español para el álbum recopilatorio "20 triunfadoras" (1982). También la versión en inglés para el EP póstumo "Amor para los dos" (2025).
- Se hicieron dos versiones para el videojuego Crysis 2, una interpretada por Polly Scattergood y la otra por B.o.B.
- El grupo de death metal Ten Masked Men realizó su propia versión en 1999.